# Paspalidium obtusifolium
Paspalidium obtusifolium là một loài thực vật có hoa trong họ Hòa thảo. Loài này được (Delile) Simpson mô tả khoa học đầu tiên năm 1930.